# Djougou
Djougou   este un oraș  în  Benin. Este reședința  departamentului  Donga.